# Conferencia de Lushan
La Conferencia de Lushan fue una reunión del politburó del Partido Comunista de China celebrada entre julio y agosto de 1959  cuya finalidad fue la discusión sobre el Gran Salto Adelante.
Durante la conferencia se realizó la crítica a Peng Dehuai por sus tendencias derechistas que llevaría a su posterior aislamiento en el partido.

## Autocrítica de Mao
Durante la discusión sobre los errores del Gran Salto Adelante, Mao realizó una autocrítica admitiendo sus propios errores al respecto. Caracterizó su propia política de hornos de acero en las comunas como una "gran catástrofe" y se autocriticó por presionar a la comunización muy rápido. En una reunión de Julio, Mao expresó: "El caos causado fue en gran escala y tomo la responsabilidad por ello." 
Por otro lado, Mao defendió las políticas del Gran Salto Adelante en general y las comunas en particular.

## Lucha de Dos Líneas y Crítica dePeng Dehuai
El 4 de Julio, Peng escribió  una "Carta de Opinión" al Presidente Mao en donde criticaba ciertos aspectos del Gran Salto Adelante. Dicha carta llegaba después de que Peng primero expresara su descontento a varios líderes Soviéticos incluyendo Nikita Kruschev 
Las críticas de Peng al Gran Salto Adelante se dirigían principalmente a las políticas socioeconómicas del periodo ya que consideraba que socavaban el desarrollo económico capitalista necesario para la modernización del país. En específico, criticó los comedores comunales y las milicias de las comunas ya que pensaba desafiaba el poder del Ejército Popular de Liberación.
El 23 de julio, el Presidente Mao mostró la carta a los líderes comunistas de la conferencia y pidió sus opiniones al respecto. Peng Dehuai argumentó que el partido debería cesar las iniciativas políticas en las áreas rurales. La posición de Peng no obtuvo mucho apoyo por parte de los asistentes. Incluso Zhou Enlai que usualmente actuaba de mediador entre las alas izquierda y derecha del partido se mostró crítico de la posición derechista de Peng.
La posición del Presidente Mao era que el entusiasmo de los campesinos era algo positivo porque el desarrollo político requería de momentum en las masas. Mao opinaba que el experimento de darles un rol político a los campesinos debía continuar. Así, su posición de que iniciativas como autoorganización de tareas agrícolas, escuelas autoadministradas y servicios médicos cooperativos debían continuar donde fuera posible. 
Para cuando se realizó el pleno después de la conferencia, Peng Dehuai se encontraba aislado políticamente y había sido reemplazado por Lin Biao como mariscal del ejército. 
El Presidente Mao criticó a Peng Dehuai por ser parte de un grupo que vacilaba ante la dificultad y que estaban "solo a 30 kilómetros de los derechistas"
Mao también anunció en agosto que el conflicto ocurrido en la conferencia es una lucha de clases y que "es la continuación de la lucha a muerte entre los dos grandes antagonistas, la burguesía y el proletariado, en el proceso de la revolución socialista durante la década pasada." En un discurso de septiembre 1959, Mao expresó que Peng Dehuai y sus aliados habían ido "a coludir con un país extranjero a espaldas de nuestra patria".
El pleno de Lushan adoptó una resolución denunciando "la cuadrilla anti-partido liderada por Peng Dehuai.

## Otras Críticas alGran Salto Adelante
La otra gran crítica al Gran Salto Adelante en la que la mayoría de asistentes estaba de acuerdo (incluyendo Peng Dehuai) fue la exageración de cuotas que la burocracia estableció para la colectivización del campo. 